# Tristhof
Tristhof är en bergstopp i Österrike.   Den ligger i distriktet Liezen och förbundslandet Steiermark, i den centrala delen av landet, 220 km sydväst om huvudstaden Wien. Toppen på Tristhof är 2 248 meter över havet.
Terrängen runt Tristhof är huvudsakligen bergig. Närmaste större samhälle är Schladming, 10,9 km norr om Tristhof. 
Trakten runt Tristhof består i huvudsak av gräsmarker. Runt Tristhof är det glesbefolkat, med 20 invånare per kvadratkilometer.